# Tenryū-gawa
Pour les articles homonymes, voir Tenryū (homonymie).
Le fleuve Tenryū (天竜川, Tenryū-gawa) est un cours d'eau du Japon dont le cours traverse les préfectures de Nagano, d'Aichi et de Shizuoka.

## Géographie

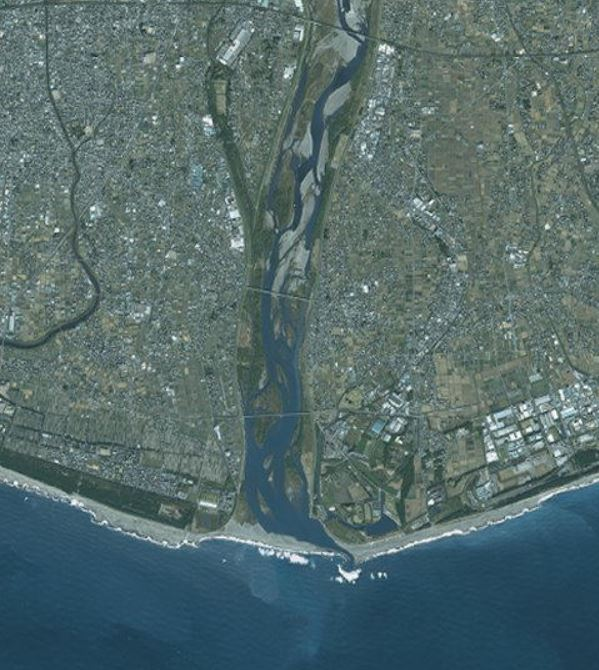
L'embouchure du fleuve Tenryū à Hamamatsu.

La source du fleuve Tenryū est le lac Suwa, situé au sud-est de la ville d'Okaya dans la préfecture de Nagano.
Le cours du fleuve se déploie sur 213 km, dans un bassin versant de 5 090 km2, d'abord vers l'ouest dans la ville d'Okaya, puis vers le sud-ouest. Il sort d'Okaya et traverse les villes d'Ina, Komagane et Iida dans la vallée d'Ina entre les monts Akaishi à l'est et les monts Kiso à l'ouest.
Au sud de la vallée d'Ina, le bassin du fleuve se rétrécit et devient une gorge : la gorge Tenryū, qui s'étend jusqu'au lac Sakuma, situé dans le nord-est de la préfecture d'Aichi. Le fleuve traverse ensuite la ville de Hamamatsu, du nord au sud, et passe dans le sud-ouest de la ville d'Iwata, environ 6,5 km avant d'atteindre son embouchure : la mer d'Enshū.

## Hydronymie
À l'époque de Nara (710-794), le fleuve Tenryū est appelé le fleuve Aratama. Puis, à l'époque de Heian (794-1185), il reçoit le nom de fleuve Hirose (広瀬川, litt. « le fleuve aux larges rapides ») correspondant à une caractéristique physique de son cours.
Son nom est changé, à l'époque de Kamakura (1185-1333), en fleuve Amenonaka (天の中川, litt. « le fleuve céleste ») traduisant une croyance locale qui affirme que le lac Suwa, la source du fleuve, est alimenté en eau par des pluies divines. Par la suite, le nom Tenryū est adopté en préservant l'idée de l'origine divine de ses eaux. Et le caractère 竜, signifiant dragon, fait référence à la divinité de la religion shintō : Ryūjin, déifiée au plus que millénaire Suwa-taisha près du lac éponyme.

## Histoire
Le fleuve Tenryū est mentionné dans des documents historiques datant de l'époque Nara sous le nom de « fleuve déchaîné » du fait de son courant fort et turbulent et des inondations qu'il provoque. Le Shoku Nihongi, un ancien texte d'histoire du Japon, rapporte notamment les inondations des années 710 et 765.
Durant l'époque de Muromachi (1333-1573), des digues et des canaux sont construits pour contrôler les crues du fleuve. Et, sous le bakufu de Tokugawa Ieyasu, maître du château de Hamamatsu, des canaux d'irrigation sont creusés pour développer la culture du riz dans l'ancienne province de Tōtōmi. Mais malgré tous ces aménagements, les crues de 1674 ne purent être contenues et les inondations subséquentes détruisirent bon nombre des protections mises en place depuis des siècles.

## Qualité de l'eau
Le fleuve Tenryū, comme le lac Suwa, est impropre à la baignade depuis la fin des années 1950. Le développement industriel de la région, qui connaît un boom du milieu des années 1960 jusqu'au début des années 1970, amène aussi son lot de pollution du milieu naturel. En particulier, la pollution terrigène a engendré l'apparition d'efflorescences algales, la couleur du fleuve changeant par endroits du fait de l'augmentation de la concentration en plancton végétal dans ses eaux.
Depuis la promulgation, en 1970, d'une loi nationale de prévention de la pollution de l'eau, des actions collectives sont entreprises pour améliorer la qualité de l'eau du fleuve, aussi bien par les autorités municipales des différentes villes traversées par le fleuve que par les acteurs économiques de la région et les riverains du fleuve.

## Écosystème
L'amont du fleuve Tenryū constitue un écosystème dans lequel prospèrent des amphibiens, comme l'espèce de grenouille endémique du Japon : Pelophylax porosus, des planaires d'eau douce, des mollusques dulcicoles comme la limnée auriculaire, de nombreux insectes comme des criquets, des grillons, des tourniquets, et différentes espèces de lucanes, de libellules et de papillons, notamment l'empereur du Japon, « papillon national » de l'archipel japonais.
Tout le long du cours d'eau vivent diverses espèces de gobies et de tribolodons, des lamproies et des silures. Et les saumons du Japon et les poissons sucrés sont une ressource alimentaire pour le martin-pêcheur commun et le martin-pêcheur tacheté.
Des oiseaux, comme la sterne naine, le pluvier à long bec, le héron cendré, le chevalier guignette, le rossignol des marais, le canard colvert ou encore le grand cormoran, peuvent être observés.
La végétation est aussi abondante : de nombreuses espèces de plantes aquatiques, comme le cresson d’eau, des espèces d'œillets et d'asters et aussi des robiniers sont répertoriés.

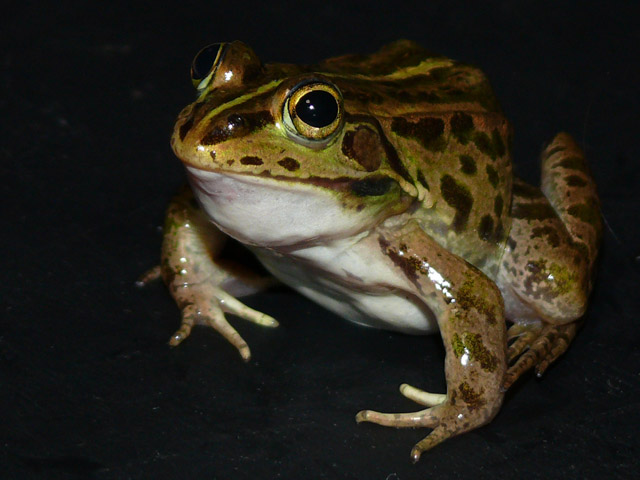
Pelophylax porosus.
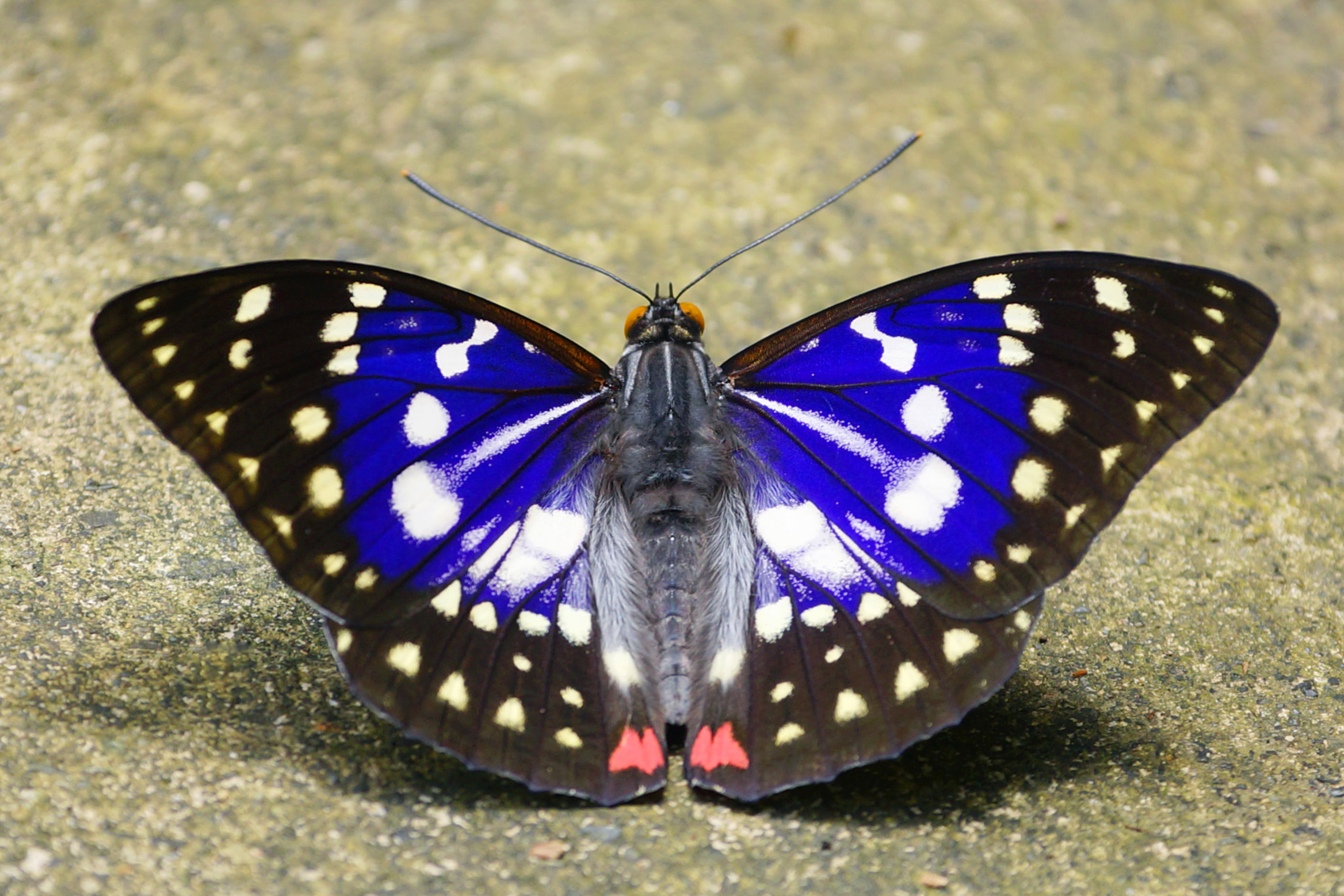
L'empereur du Japon.
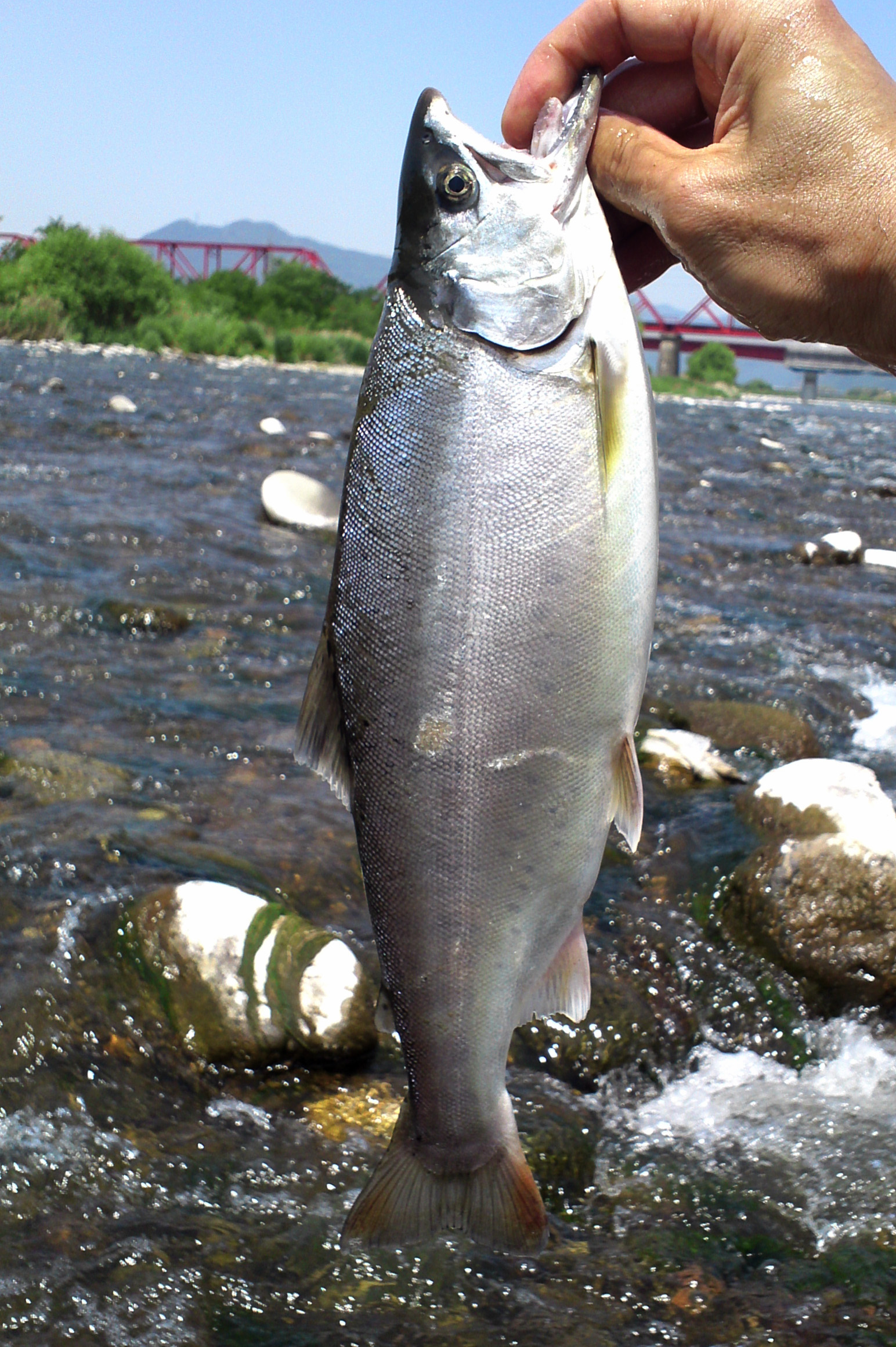
Saumon du Japon.
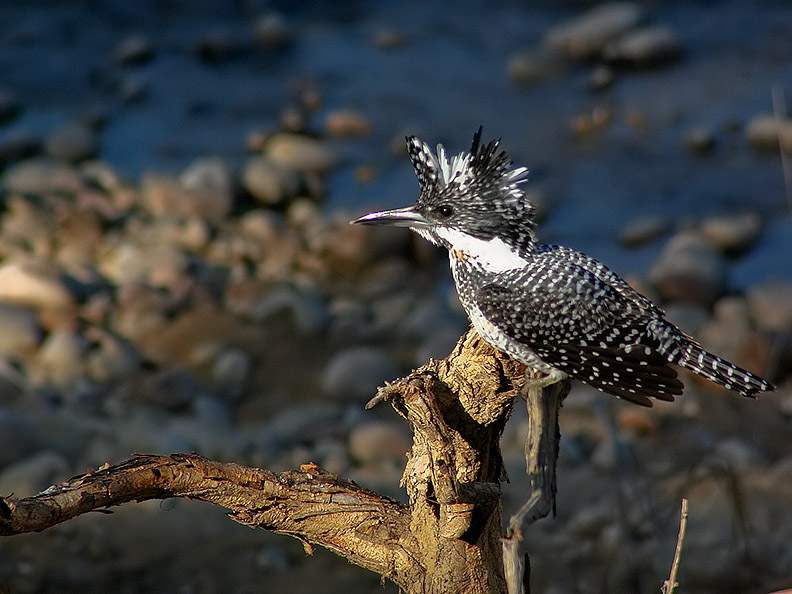
Martin-pêcheur tacheté.
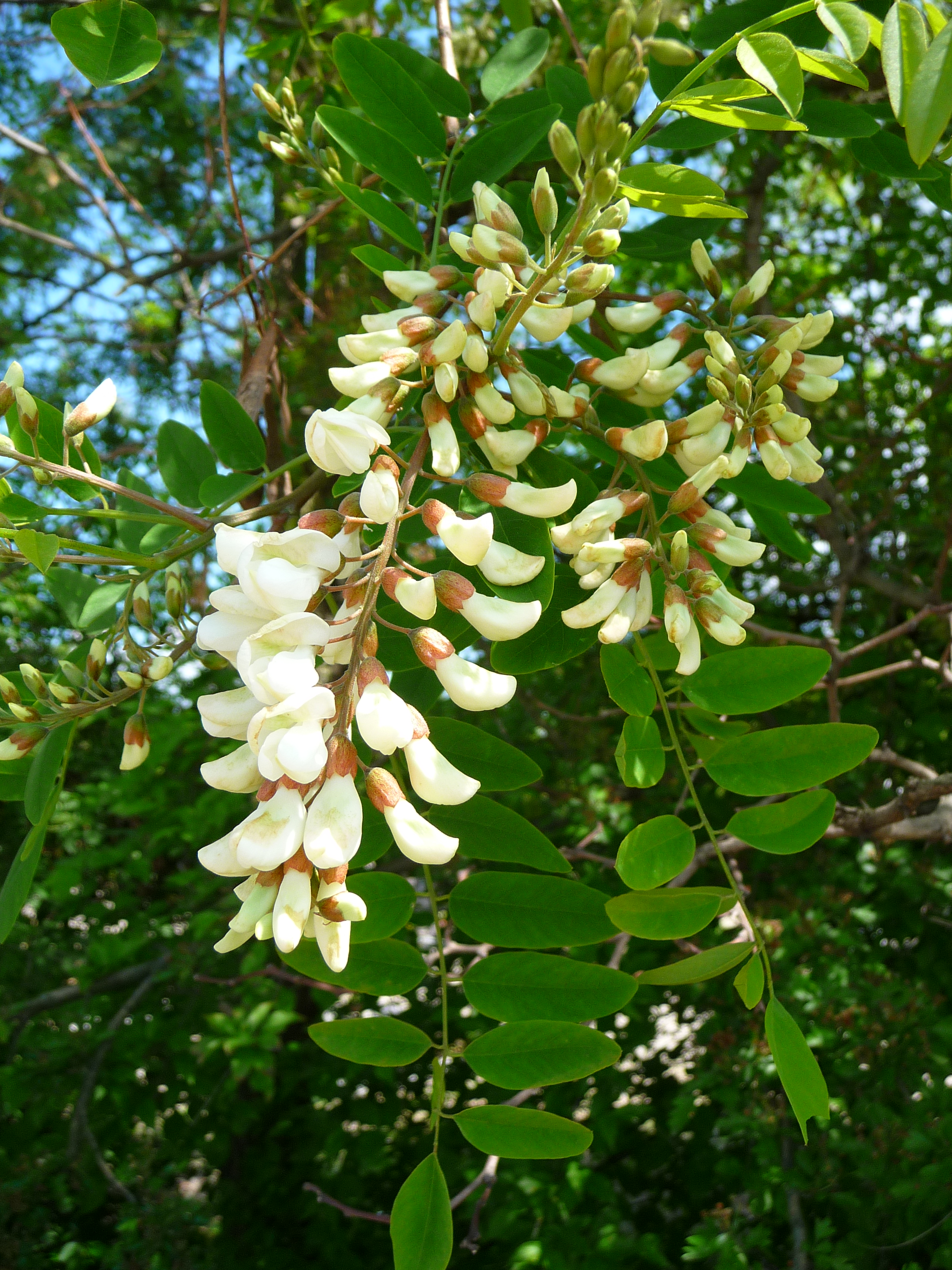
Robinier faux-acacia en fleurs.